# Igor Ledyakhov
Igor Anatolyevich Ledyakhov - em russo, Игорь Анатольевич Ледяхов (Sochi, 22 de maio de 1968) é um ex-futebolista e treinador de futebol russo. Atuou na Copa de 1994 e na Eurocopa de 1992.

## Carreira de jogador
Em 17 anos de carreira profissional, Ledyakhov atuou em 8 clubes; estreou em 1986, no Torpedo Taganrog, jogando ainda por SKA Rostov-on-Don, Dnipro e Rotor Volgogrado antes de ser contratado pelo tradicional Spartak Moscou em 1994. Nos Krasno-Belye, foram 99 jogos e 26 gols, desempenho que chamou a atenção do Sporting Gijón, que o contratou em 1996. Ficou até 2002 no clube asturiano, com um empréstimo ao Yokohama Flügels (Japão) em 1998 - foram, no total, 209 partidas e 41 gols.
Ledyakhov deixou os gramados em 2003, após uma temporada pelo Eibar.

## Seleções da CEI e da Rússia
Não tendo vestido a camisa da União Soviética, Ledyakhov jogou sua primeira competição internacional pela Seleção da CEI, criada especialmente para disputar a Eurocopa de 1992, uma vez que a URSS havia se classificado. O volante, que atuou 7 vezes pelo selecionado, não entrou em campo em nenhum jogo da equipe, eliminada na primeira fase.
Após o torneio, a Seleção da CEI teve os resultados herdados pela Seleção Russa, e Ledyakhov ficou novamente como reserva na equipe de Pavel Sadyrin. Entretanto, ao contrário da Eurocopa de 1992, atuou na partida contra Camarões, que terminou em 6 a 1 para os russos; apesar da goleada (Oleg Salenko balançou as redes 5 vezes e Dmitriy Radchenko fez o sexto gol), a Rússia não conseguiu a classificação para as oitavas de final, ficando apenas um ponto atrás da Itália. Ele, que não voltaria a ser convocado desde então, atuou em 9 partidas pela Rússia, não tendo feito nenhum gol.

## Carreira de técnico
Após 3 anos afastado do futebol, Ledyakhov trabalhou como diretor-esportivo no Rostov. No ano seguinte, voltou ao Spartak Moscou para treinar as categorias de base do clube. No mesmo ano, foi técnico interino do Spartak por um mês, depois da saída de Michael Laudrup. Com a escolha de Valeriy Karpin como novo treinador principal, exerceu o cargo de auxiliar-técnico até 2009. Seu primeiro trabalho efetivo como técnico foi no Shinnik Yaroslavl, em 2010, voltando novamente ao Spartak em 2011, novamente como auxiliar.
Deixou o clube moscovita em 2013 para assumir o Rotor Volgogrado em julho do mesmo ano, em passagem que durou apenas 3 meses, quando deixou a equipe em decorrência dos resultados inexpressivos.
Entre 2013 e 2018, foi auxiliar-técnico do Terek Grozny (posteriormente renomeado Akhmat Grozny), exercendo interinamente a função de treinador entre abril e maio de 2018, quando foi efetivado. Porém, o ex-jogador deixou o cargo em setembro, voltando à ativa no Baltika Kaliningrado, da segunda divisão russa, em passagem que durou apenas 3 meses.

## Links
- Igor Ledyakhov em National-Football-Teams.com